# ГЕС Bālángkǒu
ГЕС Bālángkǒu (巴郎口水电站) — гідроелектростанція у центральній частині Китаю в провінції Сичуань. Знаходячись після ГЕС Huàshāngōu, входить до складу каскаду на річці Bālángkǒu, правій притоці Дадухе, котра в свою чергу є правою притокою Міньцзян (впадає ліворуч до Янцзи).
В межах проекту річку перекрили греблею, яка утримує невелике водосховище з об'ємом 280 тис. м3 та нормальним рівнем поверхні на позначці 2235 метрів НРМ. Зі сховища по дериваційному тунелю довжиною 7,9 км ресурс транспортується до машинного залу, обладнаного двома турбінами типу Пелтон  потужністю по 48 МВт. Вони використовують напір у 510 метрів та забезпечують виробництво 401 млн кВт-год електроенергії на рік.
Видача продукції відбувається по ЛЕП, розрахованій на роботу під напругою 220 кВ.